# 1،1-ثنائي كلورو الإيثان
1,1-ثنائي كلورو الإيثان هو مركب كلور عضوي ينتمي إلى الألكانات الهالوجينية له الصيغة الكيميائية C2H4Cl2، ويكون على شكل سائل عديم اللون
يختلف هذا المركب عن مصاوغه 2،1-ثنائي كلورو الإيثان أن ذرتي الكلور في الأول مرتبطتين على نفس ذرة الكربون.

## التحضير
يحضر المركب من تفاعل إضافة شغوفة بالإلكترونات لجزيء كلوريد الهيدروجين إلى كلوريد الفاينيل وفق قاعدة ماركوفنيكوف:

## الخواص
يوجد المركب على هيئة سائل زيتي عديم اللون، له رائحة تشبه الكلوروفورم. يتميز المركب أيضاً أنه ضعيف الامتزاجية مع الماء.

## الاستخدامات
يستخدم المركب في كمذيب عضوي في صناعات مختلفة.